# Atalena Loliha
Atalena Napule Gaspore Loliha, née le 1er février 1997, est une athlète sud-soudanaise.

## Carrière
Elle est médaillée d'or du semi-marathon des Jeux africains de 2023 à Accra.